# Asfodel
Asfodel, złotogłów, złotnik (Asphodelus L.) – rodzaj roślin z podrodziny lub rodziny (w zależności od ujęcia) złotogłowowych. Obejmuje 18 gatunków. Rośliny te występują naturalnie w południowej Europie, północnej Afryce i południowo-zachodniej Azji. Jako introdukowane rosną w Europie Środkowej (Niemcy), w Ameryce Północnej i Południowej, na południowym krańcu Afryki, w Australii i Nowej Zelandii.

## Systematyka
Pozycja rodzaju według APweb (aktualizowany system APG IV z 2016)
Jeden z kilkunastu rodzajów w obrębie podrodziny złotogłowowych (Asphodeloideae) z rodziny złotogłowowatych (Asphodelaceae) w obrębie rzędu szparagowców (Asparagales).
Pozycja rodzaju w systemie APG II (2003)
Klad okrytonasienne, klad jednoliścienne (monocots), rząd szparagowce (Asparagales), rodzina złotogłowowate (Asphodelaceae).
Pozycja rodzaju w systemie Reveala (1999)
Gromada okrytonasienne (Magnoliophyta Cronquist), podgromada Magnoliophytina Frohne & U. Jensen ex Reveal, klasa jednoliścienne (Liliopsida Brongn.), podklasa liliowe, nadrząd Lilianae Takht., rząd agawowce (Agavales Hutch.), rodzina złotogłowowate (Asphodelaceae Juss.), podrodzina Asphodeloideae Burnett, plemię Asphodeleae Lam. & DC., podplemię Asphodelinae Baker., rodzaj złotogłów (Asphodelus L.)
Wykaz gatunków
- Asphodelus acaulis Desf.
- Asphodelus aestivus Brot. – asfodel letni[5]
- Asphodelus albus Mill. – asfodel biały[5]
- Asphodelus ayardii Jahand. & Maire
- Asphodelus bakeri Breistr.
- Asphodelus bento-rainhae P.Silva
- Asphodelus cerasiferus J.Gay
- Asphodelus fistulosus L. – asfodel rurkowaty[5]
- Asphodelus gracilis Braun-Blanq. & Maire
- Asphodelus lusitanicus Cout.
- Asphodelus macrocarpus Parl.
- Asphodelus mariolousae Rivas Mart., J.C.Costa & Maria C.Duarte
- Asphodelus ramosus L. – asfodel gałęzisty[4][5]
- Asphodelus refractus Boiss.
- Asphodelus roseus Humbert & Maire
- Asphodelus serotinus Wolley-Dod
- Asphodelus tenuifolius Cav.
- Asphodelus viscidulus Boiss.

## Uprawa
Gleba dla roślin z tego rodzaju powinna być żyzna, przepuszczalna, o zasadowym odczynie, bogata w wapń. Złotogłów polecany jest do ogrodów skalnych, żwirowych. Przed zimą należy osłonić roślinę korą albo torfem, gdyż może przemarzać.

## Obecność w kulturze i symbolice
Złotogłów symbolizuje śmierć, świat zmarłych, żal, smutek, melancholię, sentymentalizm, pokorę, wieczność.
W starożytnej Grecji sadzono go na cmentarzach jako pokarm dla dusz zmarłych. Według mitologii greckiej rósł na „asfodelowych łąkach” (gr. ἀσφόδελος λειμών asphódelos leimṓn), które znajdowały się w podziemnej krainie umarłych, nad rzeką Styks.